# Baldassarre D'Anna
Baldassarre D'Anna (Venezia, 1560 circa – Venezia, dopo il 1639) è stato un pittore italiano di origine fiamminga.

## Biografia
Nacque a Venezia in una famiglia di mercanti fiamminghi residenti nella città. Fu allievo e aiutante di Leonardo Corona e alla morte di questi fu tra quelli che terminarono il ciclo della Scuola di San Fantin ed al D'Anna viene attribuito il compimento del Cristo davanti a Pilato se non pure l'intera esecuzione. Oltre che al suo maestro fu molto attento anche all'opera di Palma il Giovane. Delle sue molte opere in Venezia, ricordate dal Boschini, resta ben poco oltre alla Approvazione dell'ordine della Santissima Trinità o del Riscatto degli Schiavi in Santa Maria Formosa. Restano invece alcune opere realizzate all'estero, come il ciclo maristico della chiesa dei Gesuiti di Brno e molte dipinti realizzati in Dalmazia (Cittavecchia a Lesina, Traù, Pago). Queste ultime opere risentono di un allineamento ai gusti più provinciali del tardo manierismo veneto che prosegue anche nelle tele conservate al Museo Diocesano di Bergamo ed alla Pentecoste di Conselve, forse la sua ultima opera.

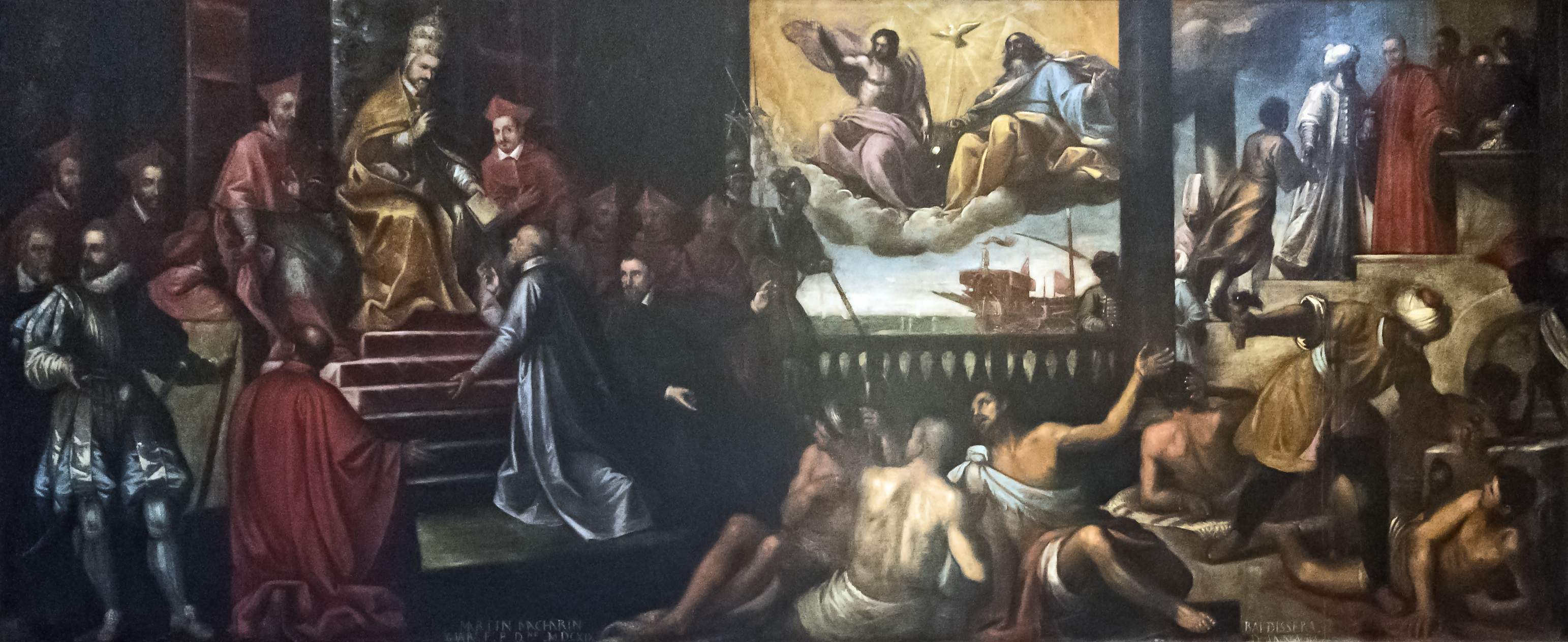
Approvazione dell'Ordine della santissima Trinità o del Riscatto degli Schiavi Chiesa di Santa Maria Formosa, Venezia